# Szirák
Szirák je obec v severním Maďarsku, asi 60 km severovýchodně od Budapešti. Patří do župy Nógrád. Žije zde přibližně 1 100 obyvatel.

## Geografie

### Sousední obce

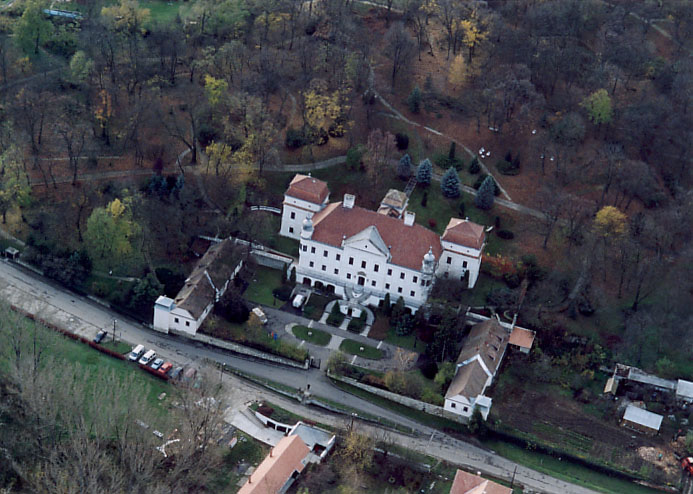
Zámek Szirák

| Růžice kompasu |         | Bér              | Buják     | Růžice kompasu |
| Růžice kompasu | Vanyarc | Sever            | Kisbágyon | Růžice kompasu |
| Růžice kompasu | Vanyarc | Szirák           | Kisbágyon | Růžice kompasu |
| Růžice kompasu | Vanyarc | Jih              | Kisbágyon | Růžice kompasu |
| Růžice kompasu |         | Egyházasdengeleg |           | Růžice kompasu |

## Historie
Obec se poprvé písemně připomíná k roku 1219 a do 14. století zde byl klášter řádu Johanitů. Na jeho místě stojí barokní zámek rodiny Teleki z roku 1748., od roku 1980 luxusní hotel.